# Гавриїл Огінський
Огінський Григорій Іванович (чернече ім'я — Гавриїл; 1725, Кистер — 26 січня 1779, Сійський монастир) — український релігійний діяч в добу Гетьманщини, ректор Архангельської духовної семінарії на Московщині, архімандрит Сійського Антоніївого монастиря.

## Біографія
Син протопопа стародубського, священника Георгіївської церкви отця Іоана Огінського, якому гетьман Іван Скоропадський надав у володіння половину села Кистра. У класах фари та інфими Огінський вчився у Чернігівському колегіумі, а 1739 року разом з братом Андрієм Огінським вступив до Києво-Могилянської академії. Закінчив повний академічний курс.
У 1750–1753 роках викладав у граматичних класах Чернігівського колегіуму, з 1753 році — у класі риторики, був префектом (1753–1756). Але через часті конфлікти з єпископом Чернігівським і Новгород-Сіверським І. Комаровським Огінського звільнено з цієї посади. Певний час був кафедральним проповідником при Чернігівському архієрейському домі.
Згодом емігрував до Санкт-Петербурга. Викладав в Олександро-Невській семінарії: з 1758 року — філософію, з 1760 року обіймав посаду префекта. Завдяки протекції архієпископа Санкт-Петербурзького і Шліссельбурзького В. Пуцека-Григоровича у 1762 році Огінського зведено в сан архімандрита Сійського Антоніївого монастиря (за 96 км від міста Холмогори), а також призначено членом Архангельської консисторії та ректором Архангельської духовної семінарії (1762–1779).